# Radoslav Rogina
Radoslav Rogina (Varaždin, 3 maart 1979) is een voormalig Kroatisch wielrenner. Nadat hij zich in 2003 tot dubbel Kroatisch kampioen kroonde en tweede werd in de hoog aangeschreven Ronde van de Toekomst, maakte hij de sprong naar het professionele circuit bij Tenax. Van 2012 tot aan zijn wielerpensioen in 2020 kwam hij onafgebroken uit voor het Sloveense Adria Mobil.

## Belangrijkste overwinningen
1999
4e etappe Ronde van Kroatië
2001
Jongerenklassement Ronde van Slovenië
2e etappe GP van Kranj
2003
GP Istria 3
1e en 3e etappe Paths of King Nikola
Eindklassement Paths of King Nikola
 Kroatisch kampioen op de weg, Elite
 Kroatisch kampioen tijdrijden, Elite
2006
3e etappe Paths of King Nikola
Eindklassement Paths of King Nikola
2007
GP van het Zwarte Woud
2e etappe Ronde van Servië
Eindklassement Ronde van Kroatië
2008
2e etappe Ronde van Slovenië
2e en 4e etappe Ronde van Servië
2009
1e etappe Paths of King Nikola
Eindklassement Paths of King Nikola
Trofeo Internazionale Bastianelli
2010
 Kroatisch kampioen op de weg, Elite
3e etappe Istrian Spring Trophy
2e etappe Ronde van Marokko
1e etappe Ronde van het Qinghaimeer
2012
4e etappe Szlakiem Grodòw Piastowskich
2013
3e etappe Ronde van Slovenië
Eindklassement Ronde van Slovenië
2014
GP Judendorf-Strassengel
 Kroatisch kampioen op de weg, Elite
1e etappe Sibiu Cycling Tour
Eindklassement Sibiu Cycling Tour
2015
Eindklassement Ronde van het Qinghaimeer
2016
 Kroatisch kampioen op de weg, Elite

## Resultaten in voornaamste wedstrijden
| Jaar | Ronde van Italië | Ronde van Frankrijk | Ronde van Spanje |
| ---- | ---------------- | ------------------- | ---------------- |
| 2003 |                  |                     |                  |
| 2004 | 87e              |                     |                  |
| 2006 |                  |                     |                  |
| 2007 |                  |                     |                  |
| 2010 |                  |                     |                  |
| 2011 |                  |                     |                  |
| 2012 |                  |                     |                  |
| 2013 |                  |                     |                  |
| 2014 |                  |                     |                  |
| 2015 |                  |                     |                  |

| Jaar |  | WK op de weg |
| ---- |  | ------------ |
| 2003 |  | 94e          |
| 2004 |  |              |
| 2006 |  | 59e          |
| 2007 |  | 20e          |
| 2010 |  | 47e          |
| 2011 |  | 140e         |
| 2012 |  | 57e          |
| 2013 |  | opgave       |
| 2014 |  |              |
| 2015 |  | 108e         |

## Ploegen
- 2002 –  Perutnina Ptuj-KRKA-Telekom Slovenije
- 2003 –  Perutnina Ptuj
- 2004 –  Tenax
- 2005 –  Tenax-Nobili Rubinetterie
- 2006 –  Perutnina Ptuj
- 2007 –  Perutnina Ptuj
- 2008 –  Perutnina Ptuj
- 2009 –  Loborika
- 2010 –  Loborika
- 2011 –  Loborika-Favorit Team
- 2012 –  Adria Mobil
- 2013 –  Adria Mobil
- 2014 –  Adria Mobil
- 2015 –  Adria Mobil
- 2016 –  Adria Mobil
- 2017 –  Adria Mobil
- 2018 –  Adria Mobil
- 2019 –  Adria Mobil
- 2020 –  Adria Mobil